# لوغان هيكس
لوغان هيكس (بالإنجليزية: Logan Hicks)‏ هو فنان أمريكي، ولد في 1971 في بالتيمور في الولايات المتحدة.